# Walter Kistler
Pour les articles homonymes, voir Kistler.
 (mars 2025).
Si vous disposez d'ouvrages ou d'articles de référence ou si vous connaissez des sites web de qualité traitant du thème abordé ici, merci de compléter l'article en donnant les références utiles à sa vérifiabilité et en les liant à la section « Notes et références ».
Walter P. Kistler (né en 1918 à Bienne en Suisse) est un physicien, inventeur et philanthrope suisse. Kistler est membre permanent de la société suisse de physique et un membre de l'AIAA et de l'ISA, qui lui ont remis en 2000 un prix pour l'ensemble de son œuvre (Life Achievement Award). Il fait partie de la liste du Who's Who en aviation, en finance et dans le monde parmi les hommes de sciences. Il possède les brevets de plus de 50 inventions dans le domaine des instruments scientifiques et industriels, et a publié un bon nombre d'articles dans des journaux de références en sciences et commerce.

## Éducation et premières inventions
Kistler a étudié les sciences à l'université de Genève et reçu son master en physique de l'École polytechnique fédérale de Zurich. Alors qu'il était à la tête du laboratoire d'instrumentation à Swiss Locomotive and Machine Works, à Winterthour, il a mené des recherches sur une nouvelle technologie de mesure utilisant des cristaux de quartz piézoélectriques comme élément transducteur dans des accéléromètres, cellules de charges et jauges de pression. Cette avancée fut rendue possible par son invention d'un amplificateur de charge qui peut gérer les signaux de très haute impédance fournis par de tels senseurs. Pour cette découverte et les travaux afférents, il reçut en 1983 le prix Albert F. Sperry de l'Instrument Society of America.

## Poursuite de sa carrière
En 1951, Walter Kistler déménage aux États-Unis et rejoint Bell Aerosystems, à Buffalo dans l'État de New York. Pendant qu'il travaille pour Bell, il invente et développe un servo-accéléromètre à retour d'impulsion, plus tard utilisé dans le guidage de la fusée spatiale Agena. Pour ces travaux, il reçoit en 1968 le Aerospace Pioneer Award de l'AIAA, en reconnaissance de "ses efforts pionniers dans le développement d'instruments de haute qualité pour l'aérospatiale". En 1957, Kistler fonde la Kistler Instrument Corporation pour poursuivre ses recherches dans le développement d'instruments à quartz. Sous la supervision de Kistler, sa compagnie développe plusieurs innovations, dont certaines seront utilisées pour les vols habités des missions Apollo, et devient un leader mondial dans le développement de senseurs à quartz.
Dans ses dernières années, Kistler se rapproche de mouvances eugénistes et racialistes. Se rapprochant notamment de figures controversées telles que Charles Murray et Richard Spencer.